# Arawa Kimura
Arawa Kimura (Prefettura di Hiroshima, 8 luglio 1931 – 21 febbraio 2007) è stato un calciatore giapponese, di ruolo attaccante.